# 田口まゆ
田口 まゆ（たぐち まゆ、1973年 - ）は、日本の政治活動家。

## 来歴
1973年、山口県生まれ。13歳の時に父が自殺（享年39）。短大・専門学校を卒業後、派遣や契約社員で働く。
2009年にNHK「日本の、これから」出演をきっかけに任意団体「自死遺族への差別偏見を失くす会」を設立する。
2011年、特定非営利活動法人（NPO法人）Serenity（セレニティ）を設立、日弁連の会長も務めた宇都宮健児弁護士が世話人に就任する。
東京都後援で、シンポジウム「大切な人を自死で亡くすということ」、連続講座「生と性〜それでも私たちは生きていく〜」を主催する。
緑の党グリーンズジャパンから参議院選挙に出馬（比例区）するも、落選している。